# Isaiah Bradley
Isaiah Bradley est un super-héros évoluant dans l'univers Marvel de la maison d'édition Marvel Comics. Créé par le scénariste Robert Morales (en) et le dessinateur Kyle Baker, le personnage de fiction apparaît pour la première fois dans le comic book Truth: Red, White & Black #1 en janvier 2003.
Considéré depuis comme le « Captain America noir » (Black Captain America), Isaiah Bradley devint une légende pour les afro-américains de l'univers Marvel, et particulièrement pour les super-héros noirs.

## Biographie du personnage
Vers la fin de la Seconde Guerre mondiale, des généticiens des États-Unis, de l'Allemagne et du Royaume-Uni se lancèrent dans une course pour développer le Projet Renaissance (sous l'égide du Programme Arme Plus). Le Dr Josef Reinstein fut le chef du projet pour les États-Unis et testa ses recherches sur 300 soldats afro-américains. Cinq seulement survécurent à la formule et, pour couvrir le secret, l'armée américaine exécuta le commandant du camp et une centaine de soldats laissés au Camp Cathcart, la base du projet. On expliqua aux familles que les soldats étaient morts au combat.
Seul survivant de son groupe test, Isaiah Bradley fut envoyé en mission en Allemagne combattre le régime nazi. Il vola un costume et une réplique du bouclier de Captain America et parvint à éliminer le chef du projet allemand. Mais il fut ensuite capturé et présenté à Hitler, qui comptait le disséquer. Finalement, Bradley échappa à la mort dans un laboratoire quand il fut libéré par des résistants allemands. De retour aux États-Unis, il passa en cour martiale pour ne pas avoir suivi les ordres donnés et fut incarcéré à la prison militaire de Fort Leavenworth, à la fin de 1943. 
Pendant sa condamnation, l'armée américaine préleva son sang pour recréer un super-soldat de naissance. Le 39e test fut le seul qui réussit, avec la naissance de Josiah X. En 1960, Bradley fut gracié par le président des États-Unis Eisenhower.
Considéré depuis comme le « Captain America noir » (Black Captain America), Isaiah Bradley devint une légende pour les afro-américains, et particulièrement pour les super-héros noirs. Il reçut de nombreuses visites, comme celles de Malcolm X, Richard Pryor, Mohamed Ali, Nelson Mandela et Colin Powell. Il fut même invité au mariage de Tornade et du roi T'Challa du Wakanda.
En vieillissant, les propriétés du sérum s'amenuisèrent et son métabolisme surchargé de stéroïdes se dégrada, comme s'il était victime de la maladie d'Alzheimer.

## Famille
- Josiah Bradley : fils, créé à partir de son ADN.
- Elijah Bradley : petit-fils, second Patriot et membre des Young Avengers.

## Pouvoirs, capacités et équipement
Dans sa jeunesse, Isaiah Bradley possédait, grâce au sérum du Super-Soldat, un métabolisme faisant de lui l'homme parfait. Il possédait les qualités d'un athlète olympique, et sa condition physique atteignait alors l'apogée humaine. En complément de ses pouvoirs, il a reçu l’entraînement de base des soldats de l'US Army.
- Le sérum du Super-Soldat donnait à Bradley une grande résistance à la fatigue, éliminant l'excès d'acide lactique au niveau de ses muscles, et celui-ci le protégeait également des maladies communes.
- Désormais âgé de près de 90 ans, Bradley est un vieillard en bonne forme physique (grâce au sérum qui a ralenti son vieillissement), mais présente des symptômes proches de la maladie d'Alzheimer.

Pendant la guerre, il utilisait un bouclier métallique, triangulaire et concave, orné du dessin d'un aigle, qu’il pouvait utiliser offensivement ou défensivement. Il portait également une cotte de mailles métallique le protégeant des impacts d'armes à feu.

## Publications du personnage
- Truth: Red, White & Black #1-7, 2003 (Marvel Comics), par Kyle Baker et Robert Morales.
- Captain America: Homeland (Captain America (vol. 4) #21-28), par Robert Morales, Chris Bachalo et Eddie Campbell.

## Apparitions dans d'autres médias

### Univers cinématographique Marvel
Le personnage d'Isaiah Bradley apparaît dans l'univers cinématographique Marvel, tout d'abord dans la série télévisée Falcon et le Soldat de l'Hiver (2021), incarné par l'acteur Carl Lumbly. Il reprend le rôle dans le film Captain America: Brave New World sorti en 2025 et réalisé par Julius Onah.

### Jeux vidéo
- Marvel: Ultimate Alliance